# تعداد الولايات المتحدة 1840
تعداد الولايات المتحدة في 1840 هو التعداد السادس للولايات المتحدة. التي أجراها مكتب التعداد في 1 يونيو 1840، أظهر أن عدد السكان المقيمين في الولايات المتحدة هو 17,069,453 بزيادة قدرها 32.7 بالمئة قياسا إلى 12,866,020 وهو عدد من السكان خلال تعداد 1830. إجمالي عدد السكان يتضمن العبيد الذي بلغ عددهم 2,487,355.
في عام 1840، مركز السكان كان يبعد حوالي 260 ميل (418 كم) غرب واشنطن بالقرب من وستون، فيرجينيا الغربية.

## أسئلة التعداد
في تعداد 1940 تم طرح الأسئلة التالية:
- اسم رب الأسرة
- العنوان
- عدد البيض من الذكور والإناث

1- في الفئة العمرية خمس سنوات إلى 20 سنة
2- في الفئات العمرية من 20 إلى 100
3- 100 سنة وما فوق
- عدد العبيد والملونين أشخاص في ست فئات عمرية
- عدد الصم والبكم
- عدد المكفوفين
- عدد المجانين والحمقاء سوءً في مسؤلية القطاع العام أو القطاع الخاص
- عدد الأشخاص الذين يعملون في كل أسرة مقسمون في سبع فئات من الأعمال
- عدد المدارس وعدد من العلماء
- عدد البيض أكبر من عام20 الذين لا يستطيعون القراءة والكتابة
- عدد من متقادعي الثورة أو الخدمة العسكرية

## وصلات خارجية
- بيانات التعداد التاريخي
- تعداد، 1790-1840